# Long Distance (Lied)
Long Distance (wörtlich: großer Abstand) ist ein Pop-Song der US-amerikanischen Sängerin Brandy. Die 2008 als zweite Single-Auskopplung veröffentlichte Ballade des Albums Human wurde von Bruno Mars geschrieben und von Mars gemeinsam mit Rodney „Darkchild“ Jerkins produziert.

## Inhalt
Der Titel beschäftigt sich mit den Problemen von Fernbeziehungen. Zu dem Inhalt des Songs äußerte sich die Künstlerin wie folgt:

“Whether it's a significant other or your daughter, a lot of people are away from the people they love, (…) I met some lady, and she was telling me her husband is away in Iraq right now. I was like, 'I have the perfect song for you.' Just being in a long-distance relationship, that experience is weird. You're not able to have that time, and you need that time”

„Egal ob es der Lebensgefährte ist oder etwa die Tochter, viele Menschen sind von den Leuten getrennt, die sie lieben, (…) Ich habe eine Frau getroffen und sie erzählte mir, dass ihr Ehemann gerade im Irak ist. Ich nur noch: 'Ich habe den perfekten Song für dich'. Nur die Erfahrung einer solchen Fernbeziehung ist komisch, denn man hat nicht die Zeit die man [miteinander] bräuchte“

## Musikvideo
Das Musikvideo unter der Regie von Chris Robinson feierte auf Perez Hiltons Blog am 1. Dezember 2008 Premiere. Es zeigt Brandy bei einem Auftritt im Park Plaza Hotel in Los Angeles. Bei BETs Video-Countdown-Serie 106 & Park stieg der Titel am 22. Dezember 2008 auf Position 9 ein und erreichte am 14. Januar 2009 Platz 1. Eine Woche hielt sich das Video an der Spitze des TV-Serien-Countdowns.

## Veröffentlichung
Zuerst war das Lied am 3. Oktober 2008 im Pittsburgher Radio WAMO als Weltpremiere zu hören. Am 11. November war der Titel erstmals als Download erhältlich. Der Song entpuppte sich als ein kommerzieller Misserfolg und erreichte lediglich Platz 24 der Billboard Bubbling Under-Charts was in den US-Singles-Charts dem Rang 124 entspricht; jedoch war der Song auf Platz 38 der Hot R&B/Hip-Hop Songs und die Nummer 1 Hot Dance/Club Play-Charts und Platz 7 in den bulgarischen Singles-Charts.

## Charts
| Land (2008/2009)                 | Höchstposition |
| -------------------------------- | -------------- |
| Vereinigte Staaten               | 124            |
| Vereinigte Staaten (R&B/Hip-Hop) | 38             |
| U.S. Billboard (Dance)           | 1              |